# Jeff Wayne's Musical Version of The War of the Worlds
Jeff Wayne's Musical Version of The War of the Worlds (Versiunea muzicală a Războiului lumilor a lui Jeff Wayne) este un album-concept lansat în 1978 de Jeff Wayne împreună cu alți artiști, care prezintă într-o manieră nouă Războiul lumilor de H. G. Wells.

## Despre album
La album au contribuit artiști precum Richard Burton ca povestitor-protagonist, Justin Hayward, Phil Lynott, Julie Covington și David Essex.
"The Eve of the War", Forever Autumn, "Thunder Child", și "The Spirit of Man" sunt cele mai recunoscute cântece ale albumului. Forever Autumn, cântat de Justin Hayward, a fost în top 10 în 22 de țări și a ajuns numărul 1 în 11 țări.
Cea mai mare parte a versurilor a fost scrisă de Gary Osborne.
Albumul oficial vine cu mai multe picturi de Peter Goodfellow, Geoff Taylor și Michael Trim care ajută la ilustrarea poveștii de la început până la sfârșit.
Muzica de pe acest album a fost folosită pe coloana sonoră a filmului „Nea Mărin miliardar” (1979) regizat de Sergiu Nicolaescu. Este vorba despre The Eve of the War și Horsell Common and the Heat Ray. Regizorul ne specificand acest lucru pe genericul de final! 
The Eve of the War a fost folosită ca temă muzicală pentru ciclul de reportaje Drumuri europene (1976-1983) realizat de Aristide Buhoiu pentru Televiziunea Română.

## Lista pieselor
Toate dialogurile sunt scrise de Doreen Wayne și Jerry Wayne, bazate pe textul original al ui H. G. Wells. Muzica și versurile sunt compuse de Jeff Wayne, în afara cazurilor notate altfel.

### Vinil LP

#### Partea A
1. "The Eve of the War"  – 9:06
2. "Horsell Common and the Heat Ray"  – 11:36

#### Partea B
1. "The Artilleryman and the Fighting Machine"  – 10:36
2. "Forever Autumn"  – 7:43 (Wayne, Vigrass, Osborne)
3. "Thunder Child"  – 6:10 (Wayne, Osborne)

#### Partea C
1. "The Red Weed (Part 1)"  – 5:55
2. "Parson Nathaniel"  – 1:55
3. "The Spirit of Man"  – 9:46 (Wayne, Osborne)
4. "The Red Weed (Part 2)"  – 6:51

#### Partea D
1. "Brave New World"  – 12:13 (Wayne, Osborne)
2. "Dead London"  – 8:37
3. "Epilogue (Part 1)"  – 2:42
4. "Epilogue (Part 2) (NASA)"  – 2:02

### Compact disc
Același ca vinilul LP, reorganizate ca un cd dublu:

#### Discul unu
1. "The Eve of the War" – 9:07 (Wayne)
2. "Horsell Common and the Heat Ray" – 11:35 (Wayne)
3. "The Artilleryman and the Fighting Machine" – 10:27 (Wayne)
4. "Forever Autumn" – 7:55 (Wayne, Vigrass, Osborne)
5. "Thunder Child"  – 6:03 (Wayne, Osborne)

#### Discul doi
1. "The Red Weed (Part 1)"  – 5:51
2. "The Spirit of Man"  – 11:45 (Wayne, Osborne) [the LP's tracks "Parson Nathaniel" and "The Spirit of Man" indexed as one track]
3. "The Red Weed (Part 2)" – 6:19
4. "Brave New World" – 12:36 (Wayne, Osborne)
5. "Dead London" – 8:36
6. "Epilogue (Part 1)"  – 2:42
7. "Epilogue (Part 2) (NASA)" – 2:01

## Ceilalți artiști
- Richard Burton – narațiune (The Journalist)
- David Essex – narațiune și voce (The Artilleryman)
- Phil Lynott – narațiune și voce (Parson Nathaniel)
- Julie Covington – narațiune și voce (Beth)
- Justin Hayward – voce (The Sung Thoughts of The Journalist "Forever Autumn")
- Chris Thompson – voce (The Voice of Humanity "Thunder Child")
- Jerry Wayne – narațiune ("Epilogue, Part 2")
- Ken Freeman – clape
- Chris Spedding – chitară
- Jo Partridge – chitară ("The Heat Ray")
- George Fenton – santur, țiteră, lăută
- Herbie Flowers – chitară bas
- Barry Morgan – tobe
- Barry da Souza, Roy Jones, Ray Cooper – percuție
- Paul Vigrass, Gary Osborne, Billy Lawrie – cor